# ۲۹۰ (پیش از میلاد)
۲۹۰ (پیش از میلاد) ۲۹۰مین سال قبل از تقویم میلادی است.